# Rachelle Greef
Rachelle Nelia Greeff (Kaapstad, 1957) is een Zuid-Afrikaanse journaliste en schrijfster.
Zij studeerde Drama en Journalistiek aan de Universiteit van Stellenbosch. Ze was vervolgens werkzaam als verslaggeefster en co-redacteur bij Die Burger en daarnaast als journalist voor Die Huisgenoot en redacteur bij drie lokale tijdschriften. Na 1986 was Greeff als freelance-schrijfster fulltime verbonden aan de tijdschriften Sarie, De Kat, Wynboer en Mail & Guardian. In 1990 debuteerde ze met de korte verhalenbundel Die rugkant van die bruid. In 1993 volgde nog een korte verhalenbundel Onwaarskynlike engele. Daarna verscheen de roman Al die windrigtings van my wêreld (1996) en Spektakels en mirakels (1998), een verzameling van eerder verschenen columns. Daarnaast zijn bijdragen van Greeff in veel bloemlezingen opgenomen en publiceert ze nog steeds kortverhalen in verschillende tijdschriften. In 2001 verscheen Merke van die nag en in 2002 Hanna.